# 泰国东部地区

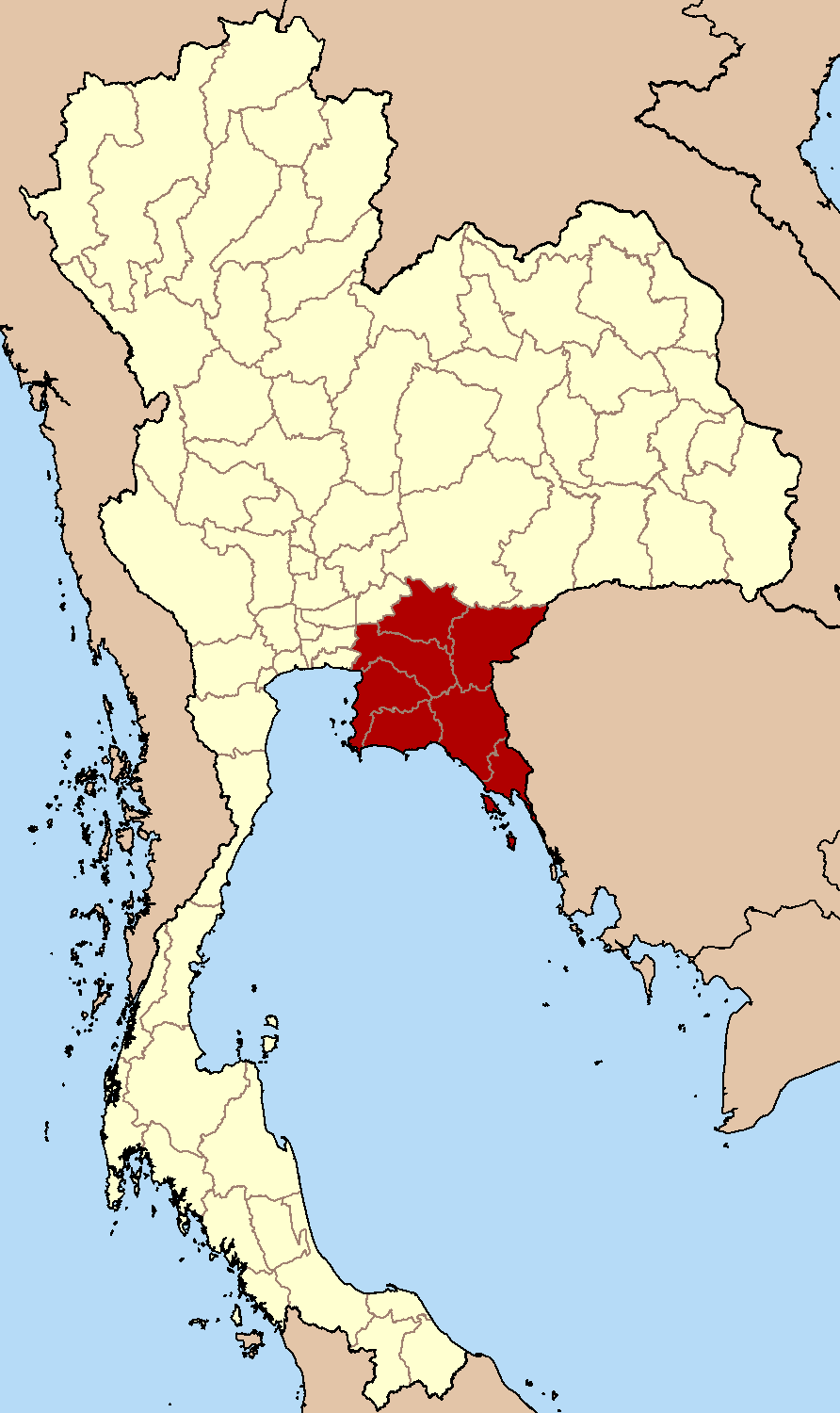
东部地区以六分区论在泰国的位置

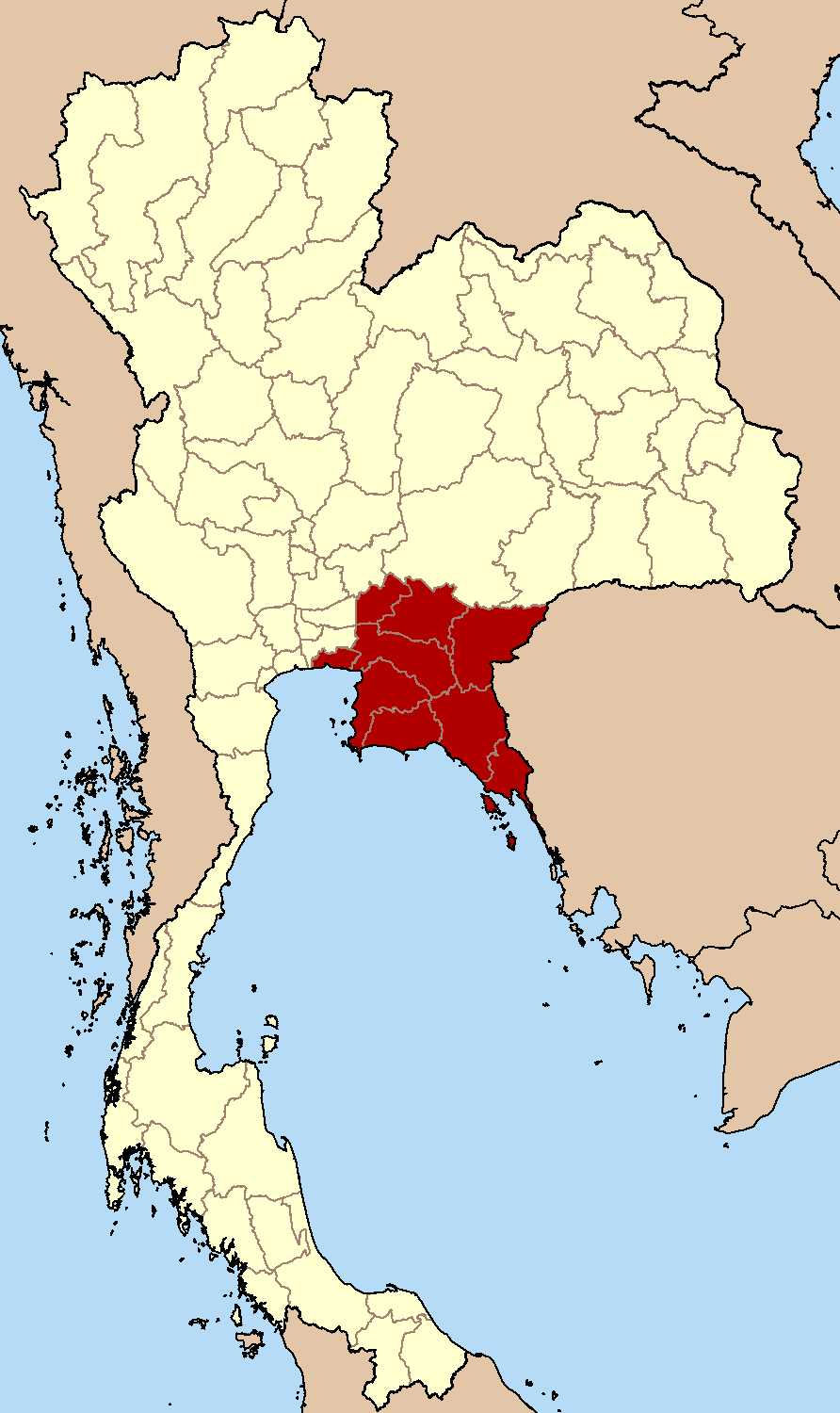
东部地区以六分区论在泰国的位置

东部地区是泰国的一个地理分区，东临柬埔寨，西临中部地区。

## 地理
东部地区北临呵叻高原的天然边界山甘烹山脉，南临泰国湾。在这个地理区域，小山脉与小盆地相互交错，流经小盆地的河流最终汇入泰国湾。
水果生产是这个地区农业的一个主要构成部分，和旅游观光业一道构成了经济的最主要一部分。该区域沿海地带的工业发展是帮助提升东部海岸地区经济的一个重要部分。
在东部地区海岸外有一些离岸小岛，像锡江岛、小珊瑚岛、沙美岛和象岛等。

## 行政区划
根据泰国国家研究理事会（National Research Council of Thailand）确立的六分区论，东部地区包括以下这些府：
- 差春骚府（ฉะเชิงเทรา）
- 庄他武里府（จันทบุรี）
- 春武里府（ชลบุรี）
- 巴真府（ปราจีนบุรี）
- 罗勇府（ระยอง）
- 沙缴府（สระแก้ว）
- 达叻府（ตราด）